# مسجد جامع دبی
مسجد جامع دبی (عربی: مسجد دبی الکبیر) مسجدی در دبی، شیخ‌نشین دبی، امارات متحده عربی است. این مسجد که بین سوق پارچه‌فروش‌ها و موزه دبی نزدیک به یک جوی کوچک در بر دبی قرار دارد. این بنا در ابتدا در سال ۱۹۰۰ ساخته شد و در سال ۱۹۶۰ تخریب و دوباره ساخته شد، سپس در سال ۱۹۹۸ دوباره تحت بازسازی‌های بیشتری قرار گرفت (مسجد فعلی). این مسجد هم‌اکنون ظرفیت ۱۲۰۰ نمازگزار را دارد. ورود غیرمسلمانان به این مسجد مجاز نیست، مگر در منارهای که عکاسی در آن مجاز است. این مسجد قطب زندگی مذهبی و فرهنگی دبی است.

## تاریخ
این مسجد در ابتدا مدرسه ای برای تعلیم قرآن معروف به کتّاب بود، که اولین گروه دانش آموزان خود در سال ۱۹۰۰ برای آموختن قرآن استقبال کرد. این ساختمان در سال ۱۹۶۰ با مسجدی جدید جایگزین شد که خود آن نیز در سال ۱۹۹۸ بازسازی شد که به سبک اصلی بنا در سال ۱۹۰۰ نزدیک‌تر بود. این مسجد یکی از بزرگترین مسجدهای شهر دبی است و در بافت قدیمی شهر شاخص‌ترین بنا است.

## معماری
بلندترین اندام مسجد با ۷۰ متر (۲۳۰ فوت) ارتفاع مناره مسجد است که بلندترین از نوع خود در دبی است. این مناره شبیه یک فانوس دریایی است. دیواره‌های ماسه ای خاکستری آن به‌طور کلی تزئینات ندارد، اما کتیبه ای بزرگ قرآنی در بالای پنج ستون نما ورودی قرار دارد که در بالای شش پله کوتاه قرار گرفته‌است. ۴۵ گنبد کوچک و ۹ گنبد بزرگ همراه با مناره بلند سقف مسجد بزرگ را پوشانده‌اند. پنجره‌های چوبی با شیشه رنگی دست‌ساز، به خوبی با شهر قدیمی بر دبی ترکیب شده و مناره آن به سبک معماری آناتولی طراحی شده‌است. به بازدیدکنندگان این مسجد توصیه می‌شود لباس محافظه کارانه بپوشند. این مسجد دارای ظرفیت حداکثر ۱۲۰۰ نمازگزار است.